# رباط المصرع (يريم)

تعديل مصدري - تعديل

رباطالمصرع هي إحدى قرى عزلة ارياب بمديرية يريم التابعة لمحافظة إب، بلغ تعداد سكانها 554 نسمة حسب تعداد اليمن لعام 2004.